# Eishockey-Oberliga 1952/53
Die Saison 1952/53 der Eishockey-Oberliga war die fünfte Spielzeit der höchsten deutschen Eishockeyliga. Deutscher Meister wurde EV Füssen, der damit seinen zweiten Meistertitel gewinnen konnte. Aus der Liga absteigen musste der EV Rosenheim, welcher durch den SC Weßling, den Sieger der Aufstiegsrunde, ersetzt wurde. Der Vorletzte Düsseldorfer EG gewann hingegen die Relegation gegen den Zweitplatzierten der Aufstiegsrunde, den LTTC Rot-Weiß Berlin.

## Voraussetzungen

### Teilnehmer
- VfL Bad Nauheim
- EC Bad Tölz
- Düsseldorfer EG
- EV Füssen
- Krefelder EV (Titelverteidiger)
- Preussen Krefeld (mit Spielort Köln)
- SC Riessersee
- EV Rosenheim

### Modus
Im Gegensatz zum Vorjahr wurde der Deutsche Meister wieder in einer Einfachrunde ausgespielt, sodass jeder Verein jeweils ein Heim- und ein Auswärtsspiel gegen die übrigen Mannschaften bestritt. Der Letztplatzierte stieg am Saisonende direkt aus der Oberliga ab und wurde durch den Ersten der Aufstiegsrunde ersetzt, während der Vorletzte der Oberliga in der Relegation gegen den Zweitplatzierten der Aufstiegsrunde seinen Startplatz in der höchsten Spielklasse verteidigen musste.

## Abschlusstabelle
|    | Klub             | Sp | S  | U | N  | Tore    | Punkte |
| -- | ---------------- | -- | -- | - | -- | ------- | ------ |
| 1. | EV Füssen        | 14 | 12 | 2 | 0  | 134:033 | 26:02  |
| 2. | SC Riessersee    | 14 | 11 | 2 | 01 | 096:045 | 24:04  |
| 3. | Krefelder EV     | 14 | 10 | 0 | 04 | 085:042 | 20:08  |
| 4. | EC Bad Tölz      | 14 | 05 | 1 | 08 | 054:063 | 11:17  |
| 5. | VfL Bad Nauheim  | 14 | 05 | 0 | 09 | 050:054 | 10:18  |
| 6. | Preussen Krefeld | 14 | 05 | 0 | 09 | 055:102 | 10:18  |
| 7. | Düsseldorfer EG  | 14 | 03 | 1 | 10 | 026:096 | 07:21  |
| 8. | EV Rosenheim     | 14 | 02 | 0 | 12 | 034:099 | 04:24  |

Abkürzungen: Sp = Spiele, S = Siege, U = Unentschieden, N = Niederlagen
Erläuterungen: Meister, Relegation, Abstieg

## Kader des Deutschen Meisters
| Deutscher Meister EV Füssen | Wilhelm Bechler, Karl Fischer, Ludwig Kuhn, Martin Beck, Fritz Kleber, Ernst Eggerbauer, Paul Ambros, Oswald Huber, Xaver Unsinn, Georg Guggemos, Markus Egen, Kurt Sepp Cheftrainer: Frank Trottier |

## Aufstiegsrunde

### Runde der Landesligameister
Qualifikation Süd
- Mannheimer ERC – TV 1846 Gießen 5:2
- Schwenninger ERC – SC Weßling 0:7

Endrunde
|    | Klub                      | Sp | S | U | N | Tore  | Punkte |
| -- | ------------------------- | -- | - | - | - | ----- | ------ |
| 1. | SC Weßling                | 3  | 2 | 1 | 0 | 19:06 | 5:1    |
| 2. | LTTC Rot-Weiß Berlin      | 3  | 2 | 1 | 0 | 18:08 | 3:3    |
| 3. | Mannheimer ERC            | 3  | 1 | 0 | 2 | 09:28 | 2:4    |
| 4. | Harvestehuder THC Hamburg | 3  | 0 | 0 | 3 | 14:18 | 0:6    |

Abkürzungen: Sp = Spiele, S = Siege, U = Unentschieden, N = Niederlagen
Erläuterungen: Aufstieg, Relegation

### Relegation
Siebter Oberliga gegen Zweiter der Runde der Landesligameister:
- Düsseldorfer EG – LTTC Rot-Weiß Berlin 14:3